# پندلتن وارد
پندلتن وارد (انگلیسی: Pendleton Ward؛ زادهٔ ۸ ژوئیهٔ ۱۹۸۲) یک تهیه‌کننده تلویزیونی اهل ایالات متحده آمریکا است.